# 전구열련
전구열련(全球熱戀, Love in Space)은 미국에서 제작된 진국휘 감독의 2011년 멜로/로맨스, 드라마, 코미디 영화이다. 진혁신 등이 주연으로 출연하였고 프룻 첸 등이 제작에 참여하였다.

## 출연

### 주연
- 진혁신
- 곽부성
- 안젤라베이비
- 계륜미

### 조연
- 유약영
- 쉬판
- 류금산
- 유가휘
- 황지기
- 두문택
- 묘포

## 제작진
- 프로듀서: 양정개
- 프로듀서: 장가룡
- 프로듀서: 장대군
- 프로듀서: 왕중레이
- 프로듀서: 왕중군